# Coliséum
Das Coliséum ist ein Sportkomplex in der französischen Stadt Amiens. Es umfasst neben zwei Eissporthallen auch eine Schwimmhalle und eine Turnhalle. Der Komplex wurde im Jahr 1996 eröffnet und ist Austragungsort der Heimspiele des Eishockeyvereins HC Amiens Somme (auch Gothiques d’Amiens) aus der Ligue Magnus.

## Geschichte
Im Jahr 1989 erkannte die Stadtverwaltung von Amiens die Notwendigkeit, das in den 1960er Jahren errichtete Palais des Sports Pierre de Coubertin durch eine moderne Sportarena zu ersetzen. Während des Fundamentbaus wurden im Jahr 1993 vier gallorömische Häuser aus dem 1. und 2. Jahrhundert freigelegt. Dabei wurden insgesamt 8 Tonnen Material (u. a. Keramik, Bronze, Eisen, Gold, Elfenbein) ausgegraben.
Am 5. Januar 1996 wurde das Coliséum nach zweieinhalbjähriger Bauzeit eröffnet. Mit 2.882 Sitzplätzen (und maximal 3.400 Plätzen) war die Arena zu diesem Zeitpunkt die größte mit einer permanenten Eisfläche in Frankreich. In ihr wurden 1997 die französischen Eiskunstlaufmeisterschaften ausgetragen; zudem fand im Jahr 2006 die Eishockey-Weltmeisterschaft der Herren (Division I, Gruppe A) und 2013 die Eishockey-Weltmeisterschaft der U20-Junioren (Division I, Gruppe A) in der Arena statt.

## Galerie

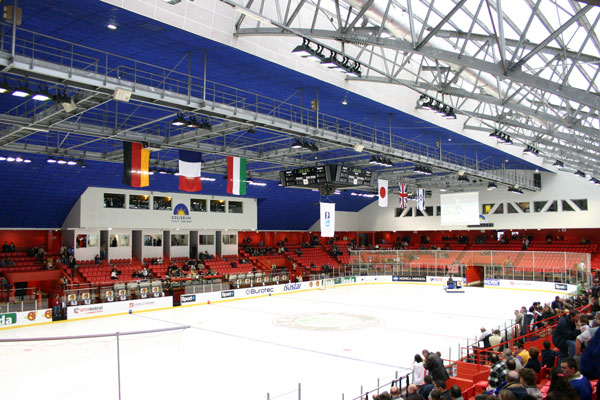
Das Coliséum vor einem Spiel der Gothiques
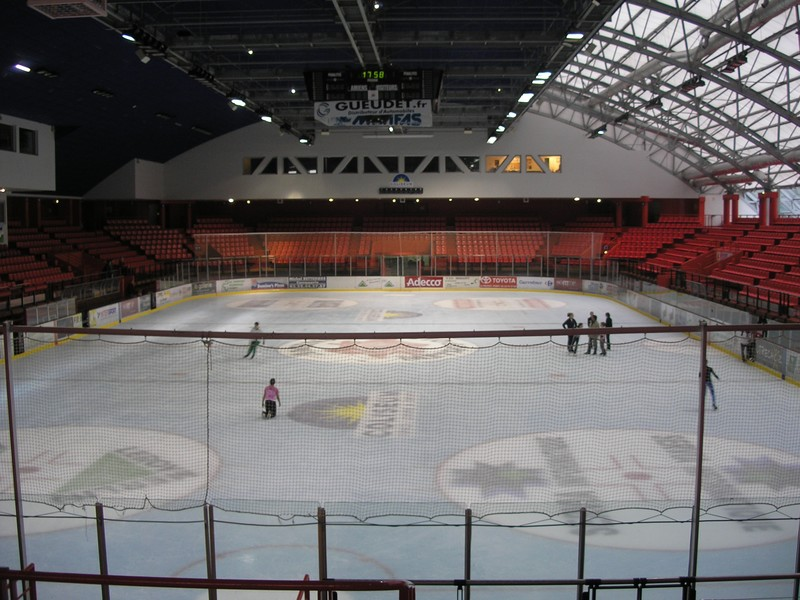
Innenansicht des Coliséums